# Deutsche Kakteen-Gesellschaft
Deutsche Kakteen-Gesellschaft La Societat Alemanya de Cactus, es va crear el 5 de desembre de 1892 sota el nom de la Societat d'Amics dels cactus. L'Assemblea Constituent es va celebrar a Berlín al restaurant Schultheiss Behrenstrasse. El primer president va ser l'excurador del Jardí Botànic de Berlín-Dahlem, Karl Moritz Schumann. El canvi de nom a Societat Alemanya de Cactus es va dur a terme el 28 de febrer de 1898.
L'Associació és una associació d'amics del cactus d'Alemanya i compta amb uns 5.000 membres. Tenen una publicació que és compartida amb la Societat dels amics de cactus austríacs i la Societat suïssa de Cactus que editen la revista mensual de Kakteen und andere Sukkulenten.

## Presidents del DKG
- 1892–1904 Karl Moritz Schumann
- 1904–1904 Hugo Lindemuth
- 1904–1905 Karl Hirscht
- 1905–1910 Maximilian Gürke
- 1910–1927 Friedrich Vaupel
- 1927–1934 Erich Werdermann
- 1934–1945 Bruno Dölz
- 1949–1952 Robert Gräser
- 1952–1955 Wilhelm Simon
- 1955–1965 Wilhelm Fricke
- 1965–1969 Helmut Gerdau
- 1970–1972 Manfred Fiedler
- 1973–1977 Kurt Petersen
- 1977–1985 Hans-Joachim Hilgert
- 1985–1991 Siegfried Janssen
- 1991–1995 Wilhelm Barthlott
- 1995–2000 Diedrich Supthut
- 2000–2008 Barbara Ditsch
- 2008– Andreas Hofacker

## Publicacions
| Període                         | Títol                                               | Lloc             | Editor               |
| ------------------------------- | --------------------------------------------------- | ---------------- | -------------------- |
| 1891–1892                       | Monatsschrift für Kakteenkunde                      | Berlín           | Paul Arendt          |
| 1892–1904                       | Monatsschrift für Kakteenkunde                      | Berlín           | Karl Schumann        |
| 1904–1910                       | Monatsschrift für Kakteenkunde                      | Berlín           | Max Gürke            |
| 1911–1921                       | Monatsschrift für Kakteenkunde                      | Berlín           | Friedrich J. Vaupel  |
| 1922–1926                       | Zeitschrift für Sukkulentenkunde                    | Berlín           | Friedrich J. Vaupel  |
| 1927–1928                       | Zeitschrift für Sukkulentenkunde                    | Berlín           | Erich Werdermann     |
| 1929–1932                       | Monatsschrift der Deutschen Kakteen-Gesellschaft    | Berlín           | Erich Werdermann     |
| 1933–1934                       | Kakteenkunde, Organ der DKG                         | Neudamm          | Wilhelm von Roeder   |
| 1935–1939                       | Kakteenkunde vereinigt mit dem Kakteenfreund        | Neudamm          | Wilhelm von Roeder   |
| 1937–1938                       | Kakteen und andere Sukkulenten (Organ der DKG)      | Berlín           | Hanns Oehme          |
| 1939–1940                       | Kakteenkunde (Veröffentlichung der DKG)             | Neudamm          | H. Deeß              |
| 1941–1943                       | Kakteenkunde (Veröffentlichung der DKG)             | Neudamm          | Bruno Dölz           |
| 1949                            | Nachrichtenblatt der Fränkischen Kakteenfreunde     | ?                | Robert Gräser        |
| 1949–1953                       | Kakteen und andere Sukkulenten                      | ?                | Erik Haustein        |
| 1949–1956                       | Nachrichtenblatt der Deutschen Kakteen-Gesellschaft | Nürnberg         | Erik Haustein        |
| 1953–1954                       | Kakteen und andere Sukkulenten                      | ?                | Wilhelm Simon        |
| 1954–1955                       | Kakteen und andere Sukkulenten                      | ?                | Johannes Endler      |
| 1955–1958                       | Kakteen und andere Sukkulenten                      | ?                | Hans-Joachim Hilgert |
| 1959–1968                       | Kakteen und andere Sukkulenten                      | ?                | Erik Haustein        |
| 1968–1969                       | Kakteen und andere Sukkulenten                      | ?                | Gert-Wolfram Rohm    |
| 1970–1971                       | Kakteen und andere Sukkulenten                      | ?                | Jürgen Bosch         |
| 1972                            | Kakteen und andere Sukkulenten                      | ?                | Horst Holland        |
| 1972–1994                       | Kakteen und andere Sukkulenten                      | Titisee-Neustadt | Dieter Hönig         |
| 1994–1996                       | Kakteen und andere Sukkulenten                      | ?                | Jonas Lüthy          |
| 1996–1997                       | Kakteen und andere Sukkulenten                      | ?                | Ulrich Meve          |
| 1998–2014 (Número 7)            | Kakteen und andere Sukkulenten                      | ?                | Gerhard Lauchs       |
| 2014 (Número 8)–2014 (Número 9) | Kakteen und andere Sukkulenten                      | ?                | Detlev Metzing       |
| 2014 (Número 10)–               | Kakteen und andere Sukkulenten                      | ?                | Thomas Brand         |